# Senat von Berlin
Der Senat von Berlin ist ein Verfassungsorgan und übt als Landesregierung des Landes Berlin die Exekutivgewalt auf Landesebene aus. Der Senat besteht aus dem Regierenden Bürgermeister an der Spitze und den bis zu zehn Senatoren.

## Geschichte

### Vorgeschichte
Seit 1808 wurde Berlin von einem Magistrat mit einem Oberbürgermeister an der Spitze regiert. 1920 wurde dies mit dem Groß-Berlin-Gesetz umfassend geregelt.
Während der Zeit des Nationalsozialismus stand seit Inkrafttreten der Deutschen Gemeindeordnung 1935 ein Stadtpräsident an der Spitze der Berliner Verwaltung.

Ehemalige Standarte des Senats von Berlin (1954–2007)

Der erste Magistrat nach dem Zweiten Weltkrieg wurde am 19. Mai 1945 von der sowjetischen Militäradministratur für Groß-Berlin eingesetzt und zunächst auch nach Inkrafttreten des Viermächte-Status weitergeführt. Am 20. Oktober 1946 wurde eine Gesamtberliner Stadtverordnetenversammlung gewählt. Der von der Stadtversammlung am 24. Juni 1947 gewählte Magistrat Reuter wurde allerdings von der Alliierten Kommandantur nicht anerkannt.
Infolge der Währungsreform und der Berlin-Blockade im Jahr 1948 endete die gemeinsame Stadtregierung Groß-Berlins. In West-Berlin wurde am 5. Dezember 1948 eine neue Stadtverordnetenversammlung gewählt, in Ost-Berlin eine selbige von der sowjetischen Besatzungsmacht eingesetzt. Die fortschreitende deutsche Teilung und die Gründung der Bundesrepublik Deutschland im Jahr 1949 manifestierten den besonderen Status West-Berlins und seiner Landesregierung.

### Teilung der Stadt und Wiedervereinigung

#### Die Teilung Berlins
Nach Inkrafttreten der Verfassung von Berlin in West-Berlin im Oktober 1950 wurde das in „Abgeordnetenhaus von Berlin“ umbenannte Stadtparlament neu gewählt, das aufgrund der Stellung West-Berlins nach westdeutschem Verständnis als Land der Bundesrepublik Deutschland die Stellung eines Landtages einnahm. An die Stelle des Begriffs Magistrat trat nach Vorbild der Hanse-Stadtstaaten der Senat und an die Stelle des Oberbürgermeisters der Regierende Bürgermeister. Beide Neubezeichnungen sollten den Charakter Berlins als Land unterstreichen und die Stadt somit von einer „einfachen Kommune“ abheben.
Der Reihe nach amtierten ab 1950 bis 1990: 
- Senat Reuter

- Senat Schreiber

- Senat Suhr

- Senat Brandt I
- Senat Brandt II
- Senat Brandt III

- Senat Albertz I
- Senat Albertz II

- Senat Schütz I
- Senat Schütz II
- Senat Schütz III

- Senat Stobbe I
- Senat Stobbe II

- Senat Vogel

- Senat Weizsäcker

- Senat Diepgen I
- Senat Diepgen II

- Senat Momper

In Ost-Berlin hieß die Verwaltung bis 1977 „Magistrat von Groß-Berlin“, die Volksvertretung „Stadtverordnetenversammlung von Groß-Berlin“ und der Oberbürgermeister führte den Titel eines Oberbürgermeisters von Groß-Berlin. Die DDR wollte damit die Legitimität der Ost-Berliner Verwaltung für ganz Berlin unterstreichen. Im Zuge des geänderten Selbstverständnisses der DDR und der Betonung ihrer Hauptstadt wurden die Bezeichnungen in „Stadtverordnetenversammlung von Berlin, Hauptstadt der DDR“, „Magistrat von Berlin, Hauptstadt der DDR“ und „Oberbürgermeister von Berlin, Hauptstadt der DDR“ geändert.

#### Die Wiedervereinigung
Die erste frei gewählte Stadtverordnetenversammlung von Ost-Berlin wählte unter ihrer Vorsitzenden Christine Bergmann am 30. Mai 1990 den Magistrat von Berlin, die erste demokratisch gewählte Stadtregierung für den Ostteil von Berlin in parlamentarischer Einzelabstimmung der kandidierenden Magistratsmitglieder, und zwar den Oberbürgermeister Tino Schwierzina und seine Stadträte. Der neue Magistrat wurde aus den Fraktionen der SPD und CDU gewählt. Der schon kurze Zeit vorher gewählte Senat bestand aus einer rot-grünen Koalition.
Nach den Vorgaben des Einigungsvertrags zwischen der Bundesrepublik und der DDR wurde die „Stadt Berlin“, die noch politisch in zwei Staaten gespalten war, zur Vorbereitung der Wiedervereinigung von Senat und Magistrat gemeinsam regiert. Senat und Magistrat bildeten gleichberechtigt die gemeinsame Stadt- und Landesregierung aus Senat und Magistrat (im Volksmund „MagiSenat“ genannt) und tagten im wöchentlichen Wechsel im Rathaus Schöneberg und im Roten Rathaus.
Die Ämter des Regierenden Bürgermeisters und des Oberbürgermeisters waren für diesen Sonderstatus bis zur Wiedervereinigung gleichberechtigt, ebenso die Senatoren und Stadträte. Für letztere galt das Senatorengesetz in der finanziellen Höhe der landesüblichen Besoldungsgruppe B 11. Die Senatsvorlagen und Magistratsvorlagen wurden vor der Beschlussfassung von dem zuständigen Senator und dem Stadtrat gemeinsam unterschrieben und zu den Regierungssitzungen eingereicht.
Die Aufgabe des „MagiSenats“ bestand darin, die jahrzehntelang divergent entwickelten politischen Strukturen in Vorbereitung der Wiedervereinigung in schnellstem Tempo zu normalisieren und zu harmonisieren. Die Grundlage war Landesverwaltungen und -institutionen beider Teile Berlins mussten vereinigt werden.
Als Beispiel sei hier die Magistratsverwaltung für Finanzen unter ihrem Stadtrat Bernd Fritzsche dargestellt. Für den Ostteil Berlins musste 1990 schnellstens der erste Stadthaushalt nach 1945 demokratisch erarbeitet, beschlossen und in Kraft gesetzt werden. Dies war der erste Stadthaushalt nach dem Zweiten Weltkrieg, der beispielgebend ohne Neuverschuldung verfasst wurde, wobei sogar Haushaltsmittel in Millionenhöhe eingespart wurden. Dies blieb ein Novum bis zum Landeshaushalt von 2008 unter dem damaligen Finanzsenator Thilo Sarrazin, der auch ohne Neuverschuldung abgefasst war. Finanzstadtrat Fritzsche musste im Eiltempo eine neue Steuerverwaltung für den Ostteil von Berlin in Abstimmung mit der Oberfinanzdirektion aufbauen. Es wurden sieben Finanzämter aufgebaut. Fritzsche trug dazu bei, dass aus den alten bezirklichen kommunalen Wohnungsverwaltungen 15 neue Wohnungsgesellschaften als GmbH errichtet werden konnten, die Geschäftsführungen erhielten. Weiterhin veranlasste Stadtrat Fritzsche die Erfassung und Sicherung des Berliner Landesvermögens außerhalb der Stadtgrenzen im Brandenburger Umland (ehemalige Berliner Stadtgüter). Fritzsche beaufsichtigte die Landesbank Berlin unter dem Vorsitz von Hubertus Moser zur Realisierung der Währungsunion, also der schnellen Einführung der D-Mark in der DDR und Berlin-Ost.
Dem Stadtrat unterstand aufsichtlich weiterhin die Deutsche Klassenlotterie Berlin, deren Lotterieangebot per seinem Entscheid auf den Ostteil Berlins ausgedehnt wurde. Fritzsche gründete das „Landesamt zur Regelung der offenen Vermögensfragen“, um unter Wertung von Altanspruchstellern und Neuinvestoren schnell den Investitionsbescheid zu erteilen und andererseits die Entschädigungsregelung zu veranlassen, sodass in Berlin schnell gebaut und Arbeitsplätze geschaffen werden konnten. Kooperativ und hilfreich agierte in allen Sachverhalten der Parallelkollege Finanzsenator Norbert Meisner (SPD). Diese großen Aufgaben unter Zeitstress galten für alle Magistrats- und Senatsverwaltungen sowie für ihre Stadträte und Senatoren gleichermaßen.
Die eigene Magistratsverwaltung als Institution wurde vom Stadtrat zur Wiedervereinigung schließlich aufgelöst. Die Belegschaft ging zum Teil in die Finanzämter, in die Senatsverwaltung für Finanzen, in den Landesrechnungshof von Berlin und in die neu aufzubauenden Landesministerien der östlichen Länder. Der Titel „Stadtrat im Magistrat“ erlosch zur Wiedervereinigung. Sein Aufgabengebiet übernahmen die Senatoren der ehemaligen Westhälfte, die jetzt Gesamtberliner Senatoren waren. Das Amt des Stadtrates für Finanzen im Magistrat übernahm nach der Wiedervereinigung in der neu gewählten Landesregierung unter dem Regierenden Bürgermeister Eberhard Diepgen (CDU/SPD-Koalition) der Kollege Finanzsenator Elmar Pieroth (CDU). 
Mit dem zweiten Amtsantritt Diepgens (CDU) war der Senat erstmals für die gesamte Stadt zuständig. Der Reihe nach amtierten ab 1990: 
- Senat Diepgen III
- Senat Diepgen IV
- Senat Diepgen V

- Senat Wowereit I
- Senat Wowereit II
- Senat Wowereit III
- Senat Wowereit IV

- Senat Müller I
- Senat Müller II

- Senat Giffey

- Senat Wegner

### Listen der Senatoren
Die folgenden Listen führen die für einzelne Fachbereiche zuständigen Stadträte von 1945 bis 1951 sowie die Senatoren seit 1951 auf:
- Liste der Senatoren für Arbeit
- Liste der Senatoren für Bau
- Liste der Senatoren für Bundesangelegenheiten
- Liste der Senatoren für Bildung
- Liste der Senatoren für Finanzen
- Liste der Senatoren für Gesundheit
- Liste der Senatoren für Inneres
- Liste der Senatoren für Jugend
- Liste der Senatoren für Justiz
- Liste der Senatoren für Kultur
- Liste der Senatoren für Soziales
- Liste der Senatoren für Stadtentwicklung
- Liste der Senatoren für Umwelt
- Liste der Senatoren für Verkehr
- Liste der Senatoren für Wirtschaft
- Liste der Senatoren für Wissenschaft

## Rechtsgrundlagen
Die ursprüngliche Maximalzahl an Senatoren (von 1950) betrug 16, dazu kam ein Bürgermeister als Stellvertreter des Regierenden Bürgermeisters. Diese Maximalanzahl wurde 1994 auf zehn und 1998 auf acht Senatoren reduziert, von denen zwei zu Bürgermeistern gewählt werden. 2014 wurde nach einer Verfassungsänderung die Höchstzahl der Senatoren wieder von acht auf zehn angehoben.
Bis zum Inkrafttreten der Verfassungsänderung vom 6. Juli 2006 hatte der Regierende Bürgermeister im Gegensatz zum Bundeskanzler und den anderen Ministerpräsidenten keine Richtlinienkompetenz. Vielmehr musste er dem Abgeordnetenhaus seine politischen Vorstellungen vorlegen und sie von diesem bestätigen lassen. Der Regierende Bürgermeister hatte bis dahin nicht die Kompetenz, die Zuständigkeiten der Senatsmitglieder zu beschließen und die Senatoren zu ernennen.
Sowohl die Ressortzuständigkeiten als auch die personellen Besetzungen der Ressorts wurden vom Abgeordnetenhaus auf Vorschlag des Regierenden Bürgermeisters beschlossen. Die Regierungsbildung war somit erst mit der Wahl des letzten vorgeschlagenen Senatsmitglieds abgeschlossen und der Regierende Bürgermeister erst im Amt, wenn das Abgeordnetenhaus alle seine Mitglieder bestätigt hatte. Im Umkehrschluss konnte der Regierende Bürgermeister auch keinen Senator entlassen, ein Senator konnte sein Amt nur durch Rücktritt oder Abwahl durch das Parlament verlieren. Entsprechend waren auch Misstrauensvoten gegen einzelne Senatoren oder Teile des Senats zulässig, so zuletzt geschehen bei der Abwahl Eberhard Diepgens. Allerdings wurden diese Besonderheiten mit der oben genannten Verfassungsänderung durch das Abgeordnetenhaus abgeschafft, sodass der Regierende Bürgermeister ähnliche Befugnisse wie die anderen Ministerpräsidenten hat. Er besitzt jetzt die Richtlinienkompetenz und ernennt die Bürgermeister sowie die übrigen Senatoren.
Der Senat tagt in der Regel wöchentlich im Senatssitzungssaal des Berliner Rathauses.
Die Rechtsverhältnisse der Senatsmitglieder sind im Senatorengesetz geregelt.

## Amtierender Senat
Derzeitiger Regierender Bürgermeister ist seit 2023 der CDU-Politiker Kai Wegner, der einer Koalition aus CDU und SPD vorsteht, die infolge der Wiederholungswahl zum Abgeordnetenhaus am 12. Februar 2023 gebildet wurde und ihre Arbeit am 27. April 2023 aufnahm. Dem amtierenden Senat gehören neben Wegner je fünf Senatoren von CDU und SPD an.
→ Für die aktuelle Besetzung siehe Senat Wegner

## Senatsverwaltungen
Der Senat von Berlin besteht aus zehn Senatoren, denen jeweils eine Senatsverwaltung untersteht. Die Senatsverwaltungen entsprechen den Ministerien in Flächenländern. Diese Senatsverwaltungen sind derzeit im Einzelnen:
- Senatsverwaltung für Kultur und Gesellschaftlichen Zusammenhalt
- Senatsverwaltung für Wirtschaft, Energie und Betriebe
- Senatsverwaltung für Inneres und Sport
- Senatsverwaltung für Bildung, Jugend und Familie
- Senatsverwaltung für Finanzen
- Senatsverwaltung für Wissenschaft, Gesundheit und Pflege
- Senatsverwaltung für Arbeit, Soziales, Gleichstellung, Integration, Vielfalt und Antidiskriminierung
- Senatsverwaltung für Stadtentwicklung, Bauen und Wohnen
- Senatsverwaltung für Justiz und Verbraucherschutz
- Senatsverwaltung für Mobilität, Verkehr, Klimaschutz und Umwelt

Im mündlichen Sprachgebrauch wird meist nur von -verwaltung gesprochen, etwa Finanzverwaltung, Gesundheitsverwaltung oder Innenverwaltung. Gemeint sind damit die jeweiligen Senatsverwaltungen. Außerdem wird oft eine Kurzform genutzt, wie SenSBW oder SenMVKU.